# Iglesia de San Alessandro (Lucca)
La Iglesia de San Alejandro Mayor es una iglesias de Lucca que se encuentra en la plaza homónima.
Considerada el prototipo de la arquitectura románica de Lucca, fue reconstruida a mediados del siglo XI.Con una estructura basilical de tres naves, se caracteriza por un rigor constructivo extremo, evidente especialmente en el diseño de la fachada, bien proporcionada, con un refinado revestimiento de hileras alternas, altas y bajas, de piedra caliza blanca, y las decoraciones de estilo clásico del portal de la fachada y del lateral.
En la fachada, sobre la cornisa que marca la elevación de la nave central, las bases de cuatro columnas sugieren la hipótesis de una logia original. La decoración del ábside, con características que denotan un sentido decorativo más vivo y trazos de color, sugiere que los trabajos se concluyeron en la primera mitad del siglo XII.

## Descripción

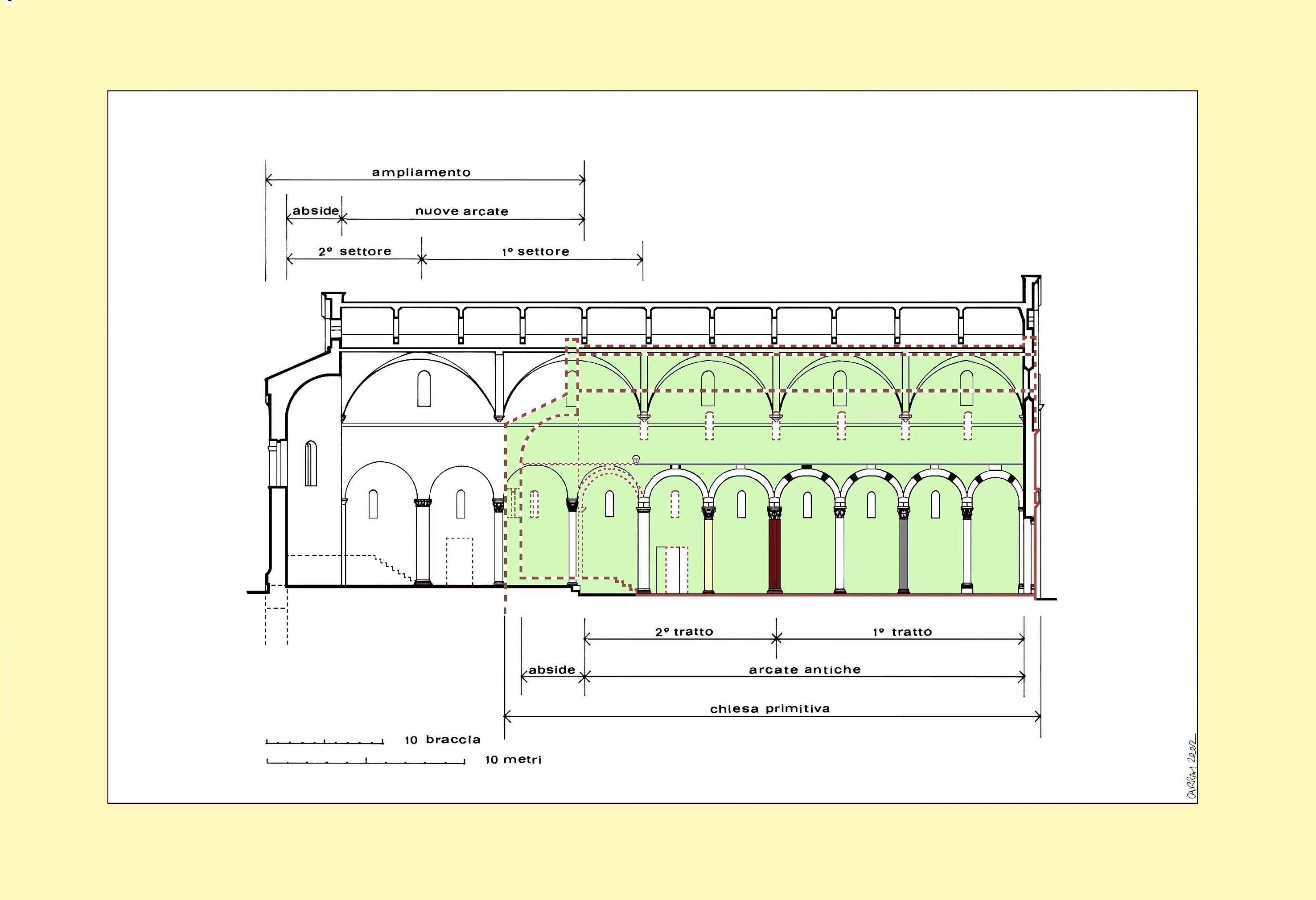
Vista lateral de la basílica

La iglesia de San Alejandro Mayor en Lucca, mencionada por primera vez en un documento del año 893, es un edificio de tipo basilical, cuyas características son similares a las de la arquitectura románica local, marcada por un sobrio clasicismo.
En la construcción actual, sin embargo, están integradas las estructuras de una iglesia más antigua (reconocible en la mitad inferior de la fachada, en el primer tramo de los lados y, en el interior, en los arcos hasta el primer par de pilares), cuya época de construcción aún es objeto de debate y cuya calidad parece sorprendentemente cercana a la de la misma arquitectura romana.
El edificio está completamente revestido con placas de piedra caliza blanca perfectamente pulidas y dispuestas en franjas alternadas, altas y bajas, según un orden que evoca el opus quadratum pseudoisodomum de los monumentos de la Antigüedad (como en el templo redondo del Foro Boario en Roma, del siglo II a. C.). Sin embargo, esta alternancia no tiene un valor puramente decorativo (como en las iglesias románicas de Pistoia y en el mismo Duomo de Pisa), sino compositivo, destacando elementos estructurales como bases y capiteles. En la fachada, las franjas alternadas proyectan los nudos estructurales, similar a las técnicas usadas en el Baptisterio de Florencia y en la Basílica de Santa Sofía en Estambul.

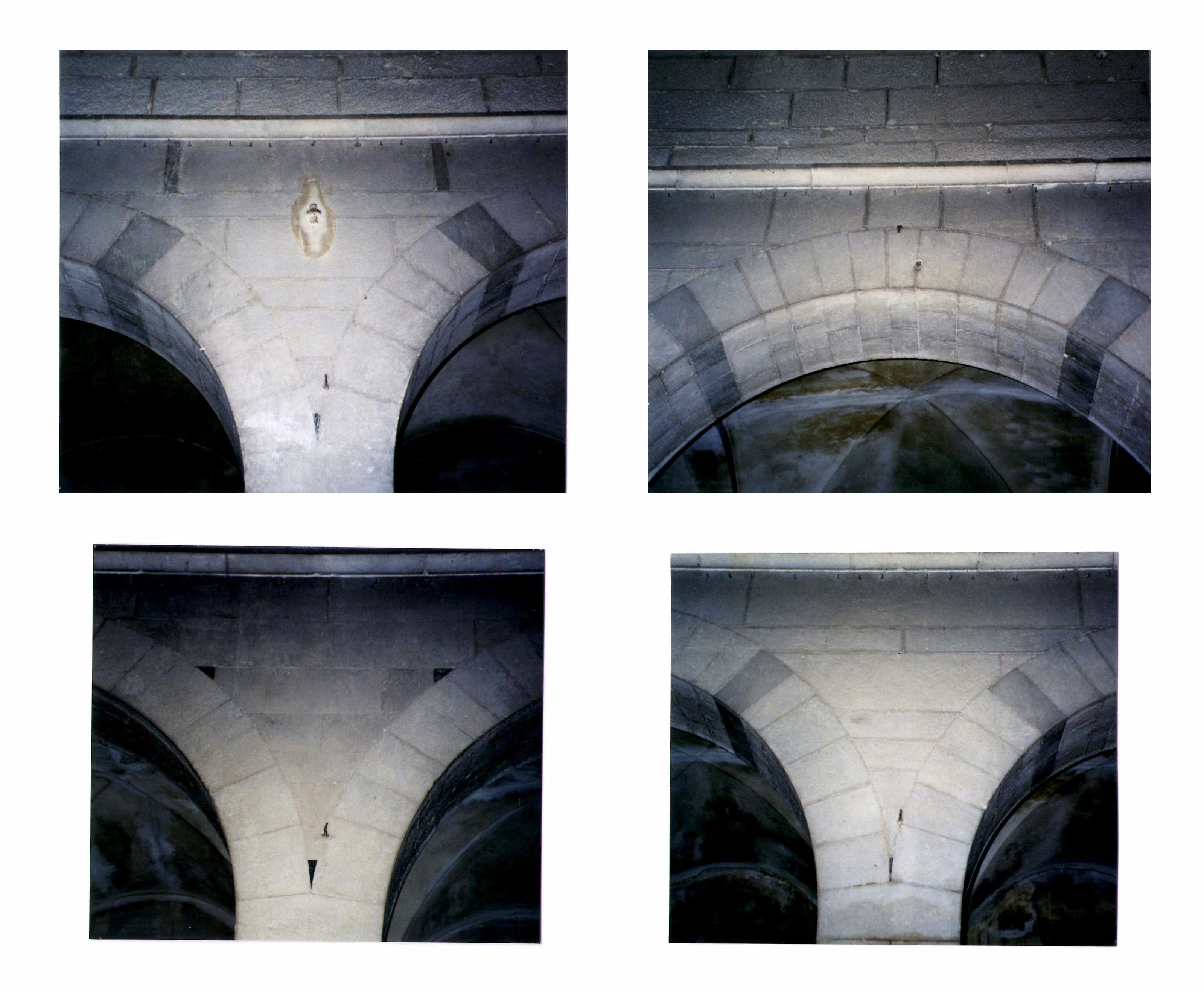
Simetrías en los arcos internos

En el interior, los arcos de la primera fase constructiva, los primeros 6 desde la entrada, muestran una disposición simétrica de piedras blancas y coloreadas, evocando edificios de los siglos VI y VII, como el Mausoleo de Teodorico en Rávena. 
Los arcos antiguos están coronados por una clave alineada con una cornisa horizontal, creando un conjunto rígido y regular, sobre la cual descansaba la cúpula absidal original. 
La fachada presenta una disposición simétrica de las piedras alrededor del portal, comparable a la iglesia visigoda de São Frutuoso de Montélios. La composición original de la fachada, más baja que la actual, se basa en elementos estructurales y decorativos organizados según principios de la arquitectura antigua.
De manera similar a lo que ocurre en las basílicas de Roma, especialmente en las construidas durante la Reforma Gregoriana entre los siglos XI y XIII), el interior de la iglesia está dividido en áreas funcionales, reconocibles por la diferente disposición de los mármoles de colores, y es atravesado por un recorrido de naturaleza litúrgica, señalado por el color de los mármoles de las columnas y los diferentes tipos de capiteles que se corresponden en parejas a través de la nave. La estética de la varietas (es decir, la variación de detalles en un contexto que permanece siempre firmemente simétrico), que informa toda la decoración esculpida, remite también al ambiente romano.
En el siglo XIII, la iglesia desempeñó un papel de gran importancia civil, acogiendo a la "Curia dei Foretani", es decir, el tribunal de la ciudad de Lucca delegado para juzgar las disputas entre los ciudadanos y los campesinos. 

## Devoción
San Alejandro I papa (80?-115), según la tradición hagiográfica, murió mártir en Roma durante el principado de Trajano. No figura entre los santos principales del calendario litúrgico, no ha sido objeto de una particular devoción popular y tampoco está ligado a la historia del territorio, como el obispo Frigidiano (después del 500-588). Por ello, la presencia de iglesias dedicadas a él en Lucca sorprende. Romano Silva señala dos periodos clave para esta devoción: el siglo IX, cuando papas y la aristocracia carolingia promovieron su culto y trasladaron reliquias a importantes basílicas, y el siglo XI, cuando Anselmo da Baggio, obispo de Lucca y futuro papa Alejandro II, recibió las reliquias y promovió la devoción en el contexto de la reforma eclesiástica.